# Metropolitan Line
|  | Urban head station |

| Urban head station | Urban straight track |  |

| Unknown BSicon "uSTRl" | Unknown BSicon "uABZg+r" |  |

|  | Urban stop on track |

|  | Urban stop on track |

|  | Urban stop on track |

|  | Urban straight track | Urban head station |

|  | Urban straight track | Urban stop on track |

|  | Unknown BSicon "uABZg+l" | Unknown BSicon "uSTRr" |

|  | Urban stop on track |

|  | Urban stop on track |

|  | Urban stop on track |

|  | Urban stop on track |

|  | Urban stop on track |

| Urban head station | Urban straight track |  |

| Urban stop on track | Urban straight track |  |

| Urban stop on track | Urban straight track |  |

| Urban stop on track | Urban straight track |  |

| Urban stop on track | Urban straight track |  |

| Urban stop on track | Urban straight track |  |

| Urban stop on track | Urban straight track |  |

| Urban stop on track | Urban straight track |  |

| Unknown BSicon "uSTRl" | Unknown BSicon "uABZg+r" |  |

|  | Urban stop on track |

|  | Urban stop on track |

|  | Urban stop on track |

|  | Urban stop on track |

|  | Urban stop on track |

|  | Unknown BSicon "utSTRa" |

|  | Unknown BSicon "utSTRe" |

|  | Unknown BSicon "utSTRa" |

|  | Unknown BSicon "utSTRe" |

|  | Urban stop on track |

|  | Unknown BSicon "utSTRa" |

|  | Urban tunnel stop on track |

|  | Urban tunnel stop on track |

|  | Urban tunnel station on track |

|  | Urban tunnel straight track |

|  | Unknown BSicon "utHSTea" |

|  | Unknown BSicon "utHSTea" |

|  | Urban tunnel stop on track |

|  | Urban tunnel station on track |

|  | Urban tunnel straight track |

|  | Urban end station in tunnel |

|  | Urban head station |

| Urban head station | Urban straight track |  |

| Unknown BSicon "uSTRl" | Unknown BSicon "uABZg+r" |  |

|  | Urban stop on track |

|  | Urban stop on track |

|  | Urban stop on track |

|  | Urban straight track | Urban head station |

|  | Urban straight track | Urban stop on track |

|  | Unknown BSicon "uABZg+l" | Unknown BSicon "uSTRr" |

|  | Urban stop on track |

|  | Urban stop on track |

|  | Urban stop on track |

|  | Urban stop on track |

|  | Urban stop on track |

| Urban head station | Urban straight track |  |

| Urban stop on track | Urban straight track |  |

| Urban stop on track | Urban straight track |  |

| Urban stop on track | Urban straight track |  |

| Urban stop on track | Urban straight track |  |

| Urban stop on track | Urban straight track |  |

| Urban stop on track | Urban straight track |  |

| Urban stop on track | Urban straight track |  |

| Unknown BSicon "uSTRl" | Unknown BSicon "uABZg+r" |  |

|  | Urban stop on track |

|  | Urban stop on track |

|  | Urban stop on track |

|  | Urban stop on track |

|  | Urban stop on track |

|  | Unknown BSicon "utSTRa" |

|  | Unknown BSicon "utSTRe" |

|  | Unknown BSicon "utSTRa" |

|  | Unknown BSicon "utSTRe" |

|  | Urban stop on track |

|  | Unknown BSicon "utSTRa" |

|  | Urban tunnel stop on track |

|  | Urban tunnel stop on track |

|  | Urban tunnel station on track |

|  | Urban tunnel straight track |

|  | Unknown BSicon "utHSTea" |

|  | Unknown BSicon "utHSTea" |

|  | Urban tunnel stop on track |

|  | Urban tunnel station on track |

|  | Urban tunnel straight track |

|  | Urban end station in tunnel |

Metropolitan Line (engelska: the Metropolitan line, 'Metropolitan-linjen') är den äldsta linjen i Londons tunnelbana och öppnade redan år 1863 – då under namnet The Metropolitan Railway. Linjen har 34 stationer och är 66,7 km lång. Linjen går mellan Aldgate i öst till antingen Uxbridge, Amersham, Chesham eller Watford i väst. Detta är världens äldsta och första tunnelbanelinje.

## Beskrivning
Linjen är byggd med öppet schakt, vilket innebär att man grävde ut sträckorna längs med befintliga gator. Ibland fick man riva hus för att ge plats åt tunnelbanelinjen. Då den delar riktigt gamla sträckor med andra liknande linjer som härstammar från tiden med ånglok finns öppna partier i det fria. Annars täcktes sträckorna över igen och gatorna återställdes. Nya hus byggdes också men ej överallt. 

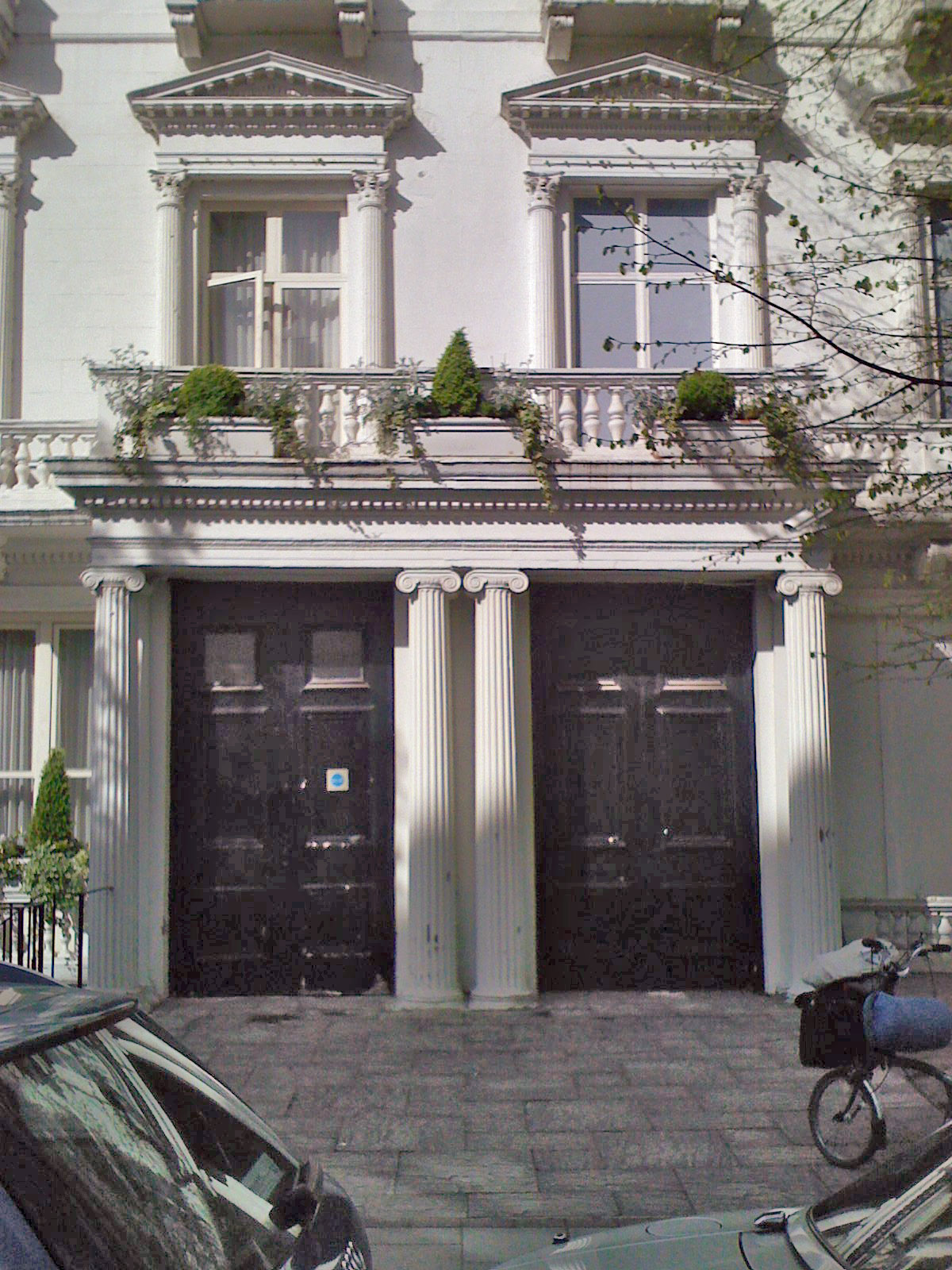
Det vänstra huset (nr 22) är bebott, medan det högra (nr 23) bara är en fasad med gråmålade fönster och en falsk dörr.

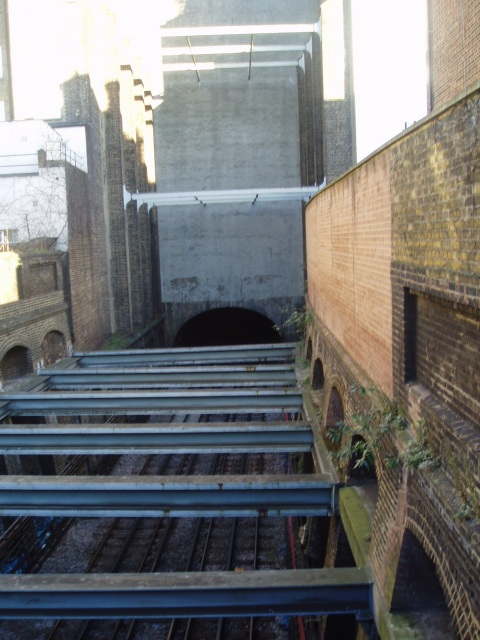
Fasadens baksida — en tunnelöppning, stöttande balkar och tunnelbanespår.

I Leinster Gardens finns "fake houses" enbart fasader som skulle ge en illusion av "bebyggelse". På avstånd så ser dessa fasader ut som den omgivande riktiga bebyggelsen men när man kommer närmre så ser man "bedrägeriet", allt för att man ville göra stadsmiljön mänskligare.

### Utbyggnader
Tre stationer lades ner då Jubilee Line öppnades, Swiss Cottage, Marlborough Road samt Lord's. Stationerna ersattes med två nya underjordiska stationer på Jubilee Line. Sträckan från Amersham till Verney Junction samt Brill har också lagts ner.
En planerad utbyggnad av Metropolitan Line kring Watford är under utredning och planering. Där är det tänkt att den gamla slutstationen ska stängas och ersättas av en ny då linjesträckningen ska ändras. Men i nuläget råder oklarheter kring detta.

### Tåg
Vissa tåg är under morgnar och kvällar vid rusningstrafik av express-typ vilket innebär få stopp utanför centrala London. Då linjen trafikeras parallellt med Jubilee Line så kan man ibland få uppleva så kallade "New York race" vilket innebär att det ser ut som att de båda linjerna "tävlar mot varandra" när de kör jämsides. Så är det dock ej i verkligheten av säkerhetsskäl.. 
Tågen som idag trafikerar Metropolitan Line är av samma typ som ersatt de gamla tågen på Circle Line och District Line. Fram till runt 2010 kördes linjen med de bekväma men slitna A60-tågen som var mycket omtyckta. De var mest "tåglika" med bagagehyllor samt bekväma säten. Men tiden hade sin gång och efter mer än 50 år så ersattes de av S Stock tågen med en genomgående lösning från ände till ände för att ta ett större passagerarantal. "A" stod för Amersham som är en av slutstationerna på linjen. Även de nya S-tågen körs som de gamla manuellt  med hjälp av trafiksignaler. Men planer finns i framtiden för att införa automatkörning (ATO) på linjen.

### Metroland
Metroland var ett stort projekt mellan första och andra världskriget då London expanderade mycket snabbt och hängde ihop med Metropolitan Line. Det rådde en liknande byggboom som Sverige upplevde på 60-70-talet. För att ge London-borna bättre livsvillkor så köptes stora markområden upp av tågbolaget utanför staden mot Amersham. 
Där uppfördes föredömliga lummiga villaområden en bit från spåren Till skillnad mot vårt eget "miljon-program". Idén med Metroland var att de redan då snabba och bekväma Metropolitan-tågen, (lika snabbt som idag) tog människorna till Londons centrala delar. "Ta tunnelbanan till jobbet!, Ta tunnelbanan till varuhusen!, Ta tunnelbanan till restaurangen!, Ta tunnelbanan till teatern!, Ta tunnelbanan till bion!" och så vidare var de slagkraftiga budskap som förekom i vackra posters på reklampelarna under 20 och 30-talet.
Idén "Metroland" var mycket omtyckt men andra världskriget kom i vägen och ändrade villkoren, och Metroland som påbörjats fick ett abrupt slut och glömdes bort i krigets fasor och återuppstod ej igen.

### Grön zon
Efter andra världskriget infördes en grön zon runt London (Green Belt) istället, där all vidare bebyggelse inskränktes eller förbjöds helt.  Detta gäller än idag i stor utsträckning men då London växer så har man lättat en aning på detta samtidigt som förtätning sker, bland annat på gammal övergiven varvs och industrimark där nya bostäder byggs. 

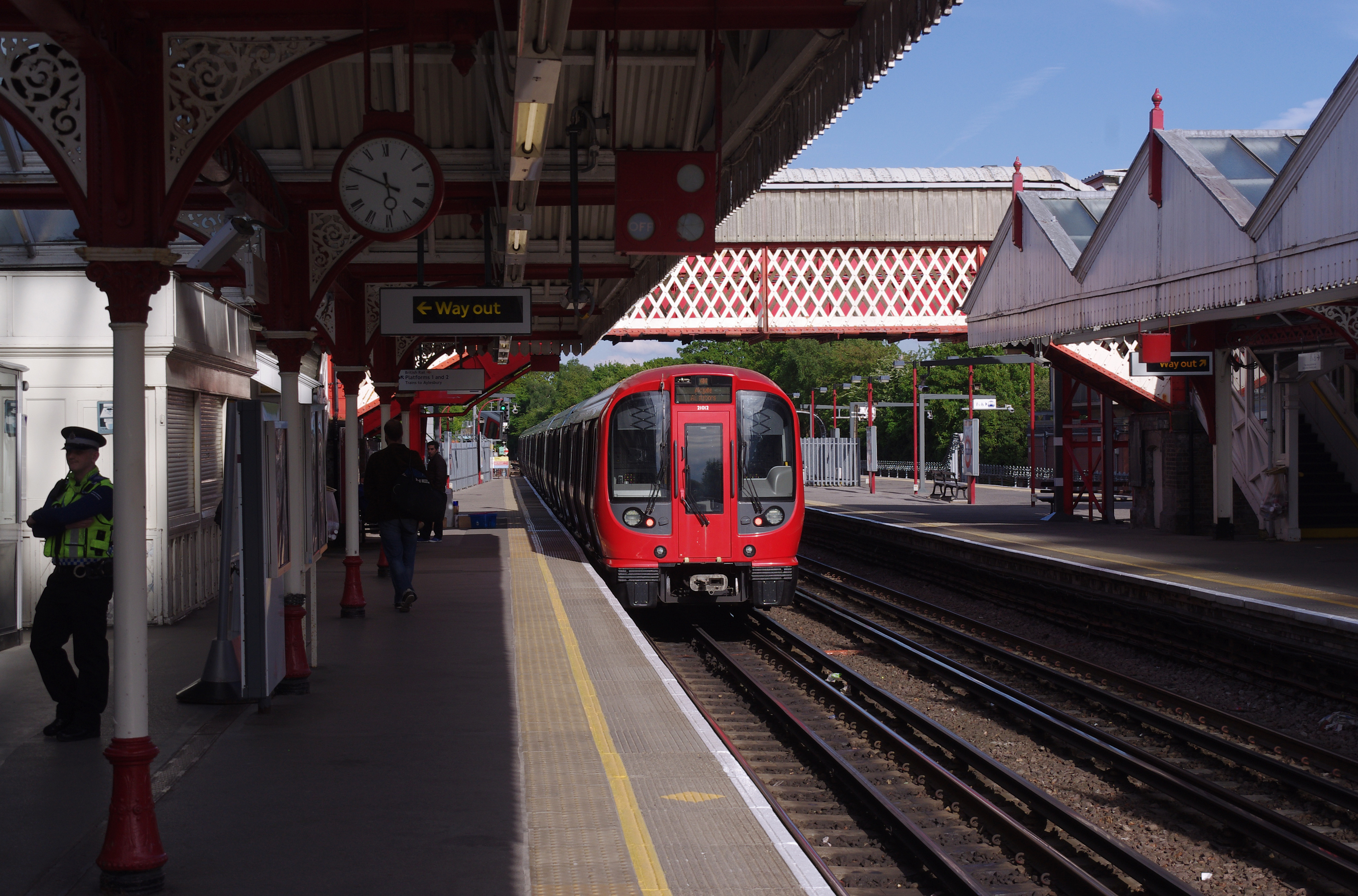
Amersham med ett S-tåg
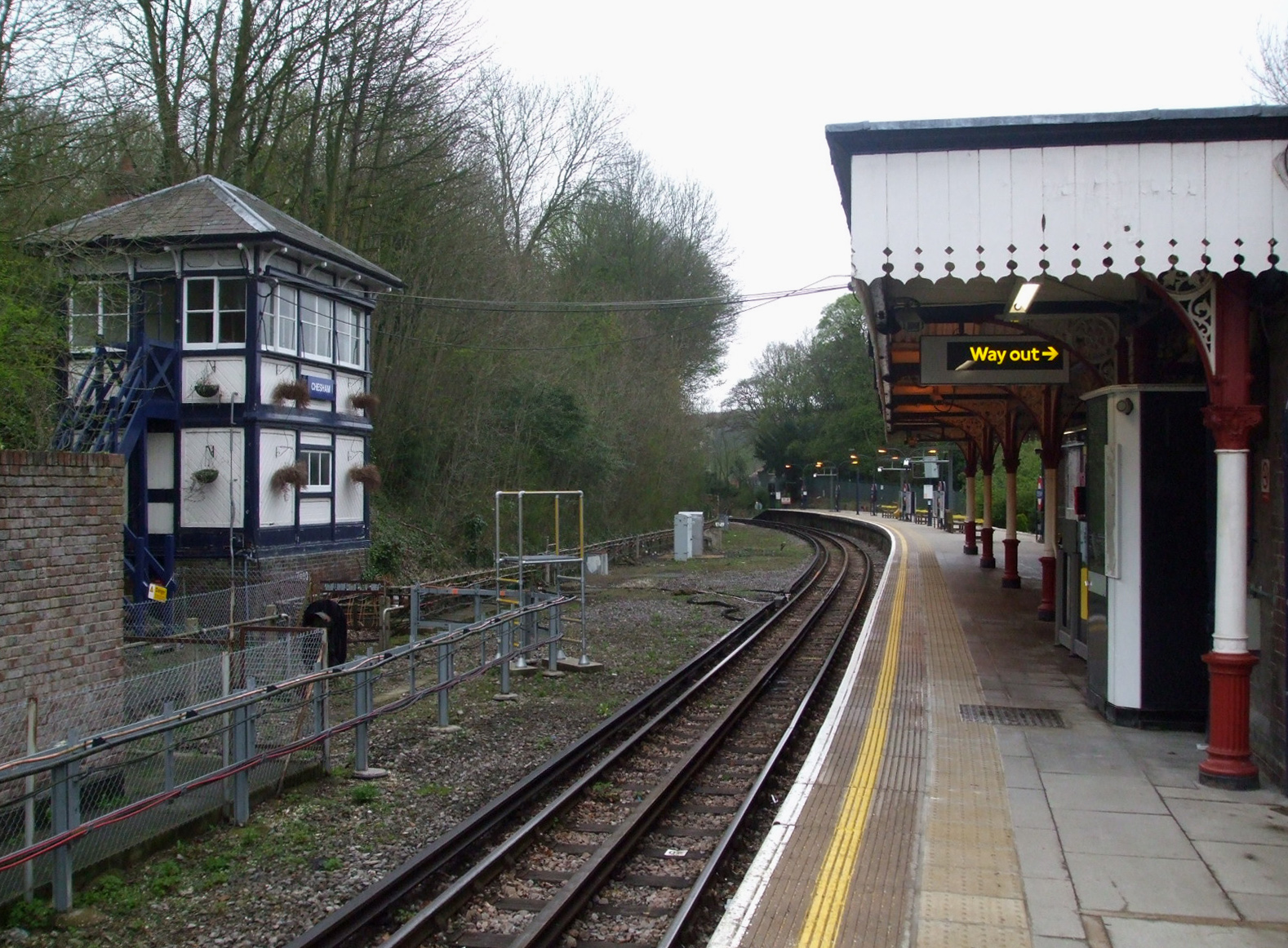
Chesham
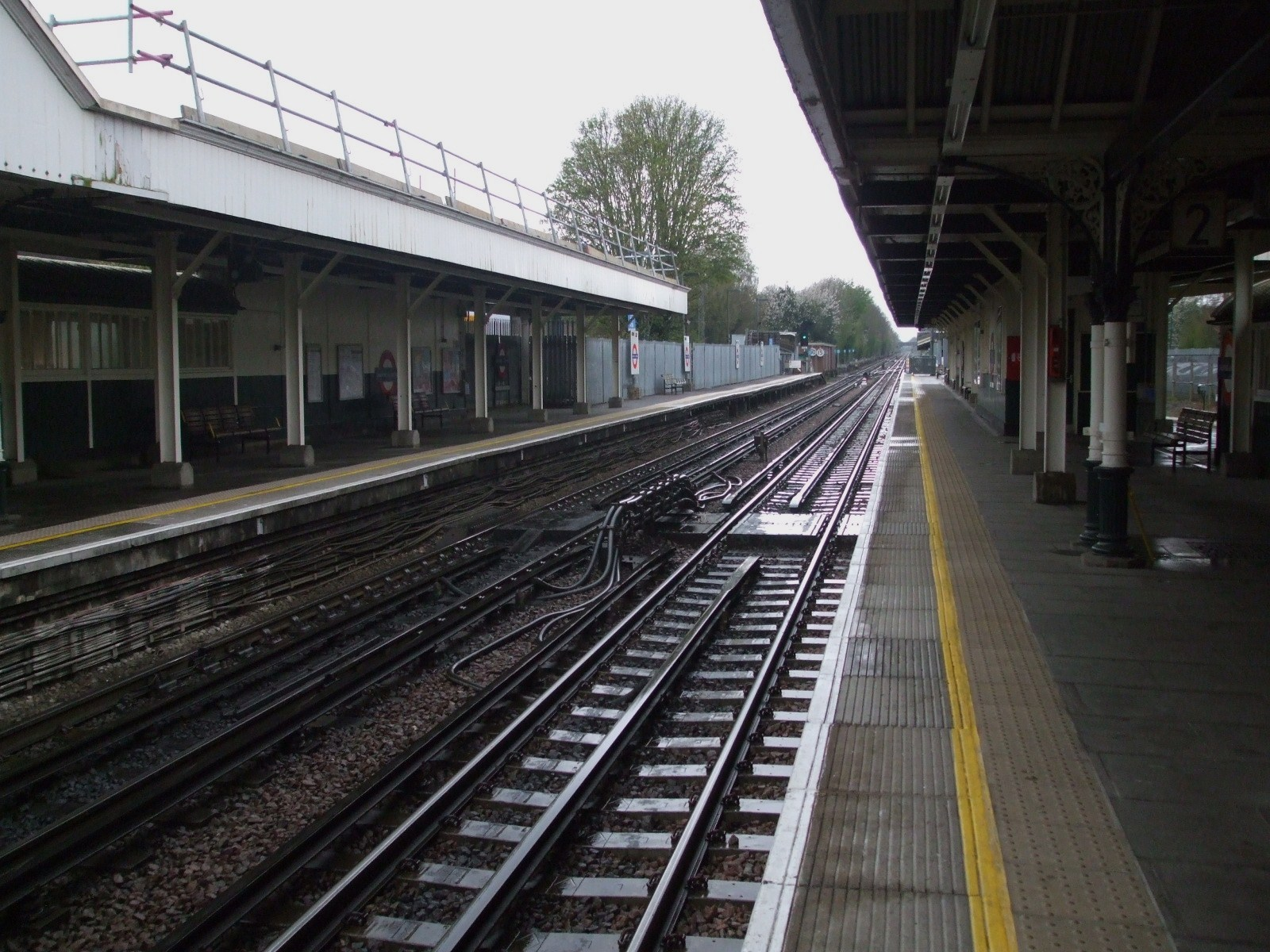
Chalfont & Latimer
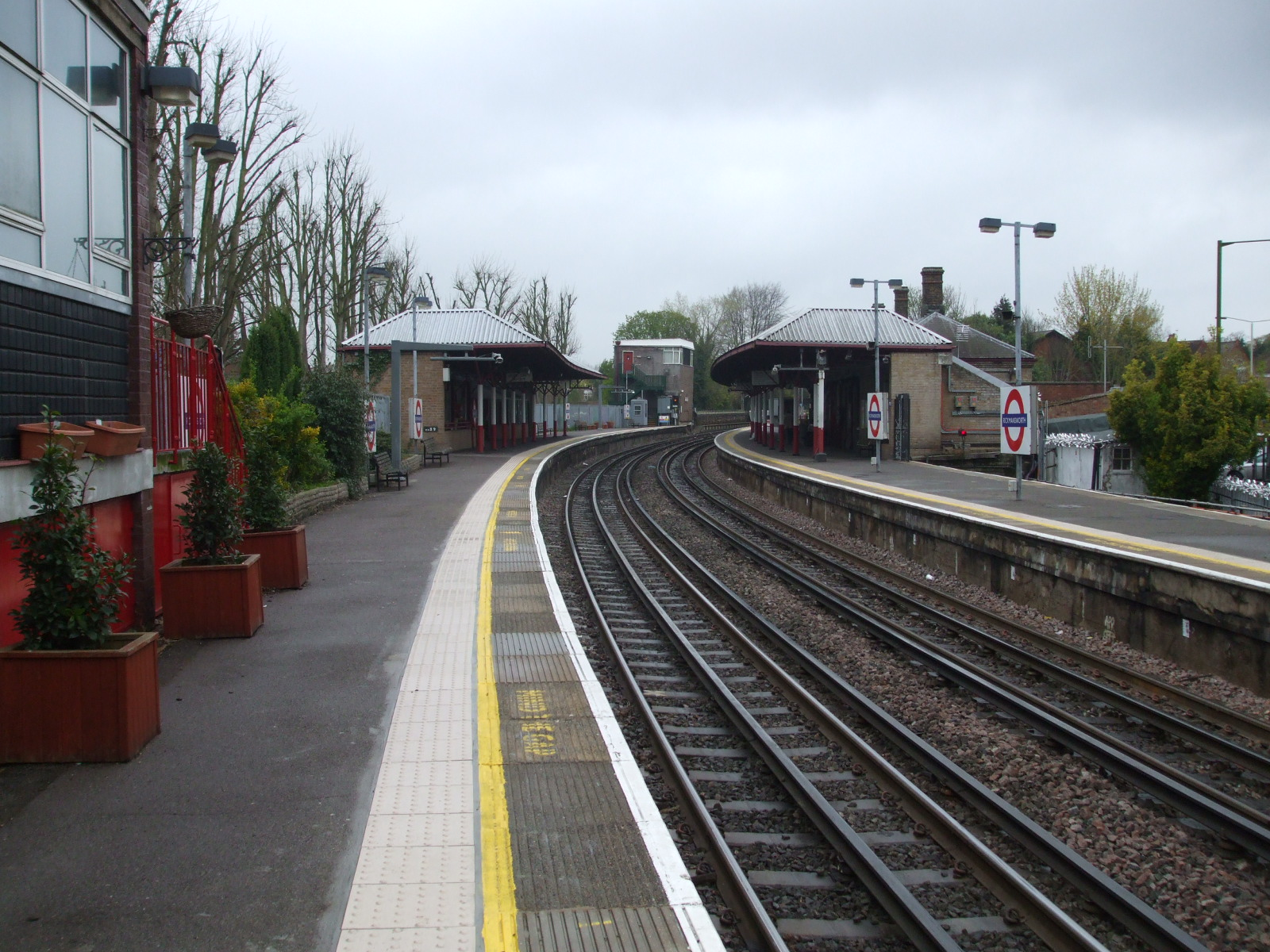
Rickmansworth
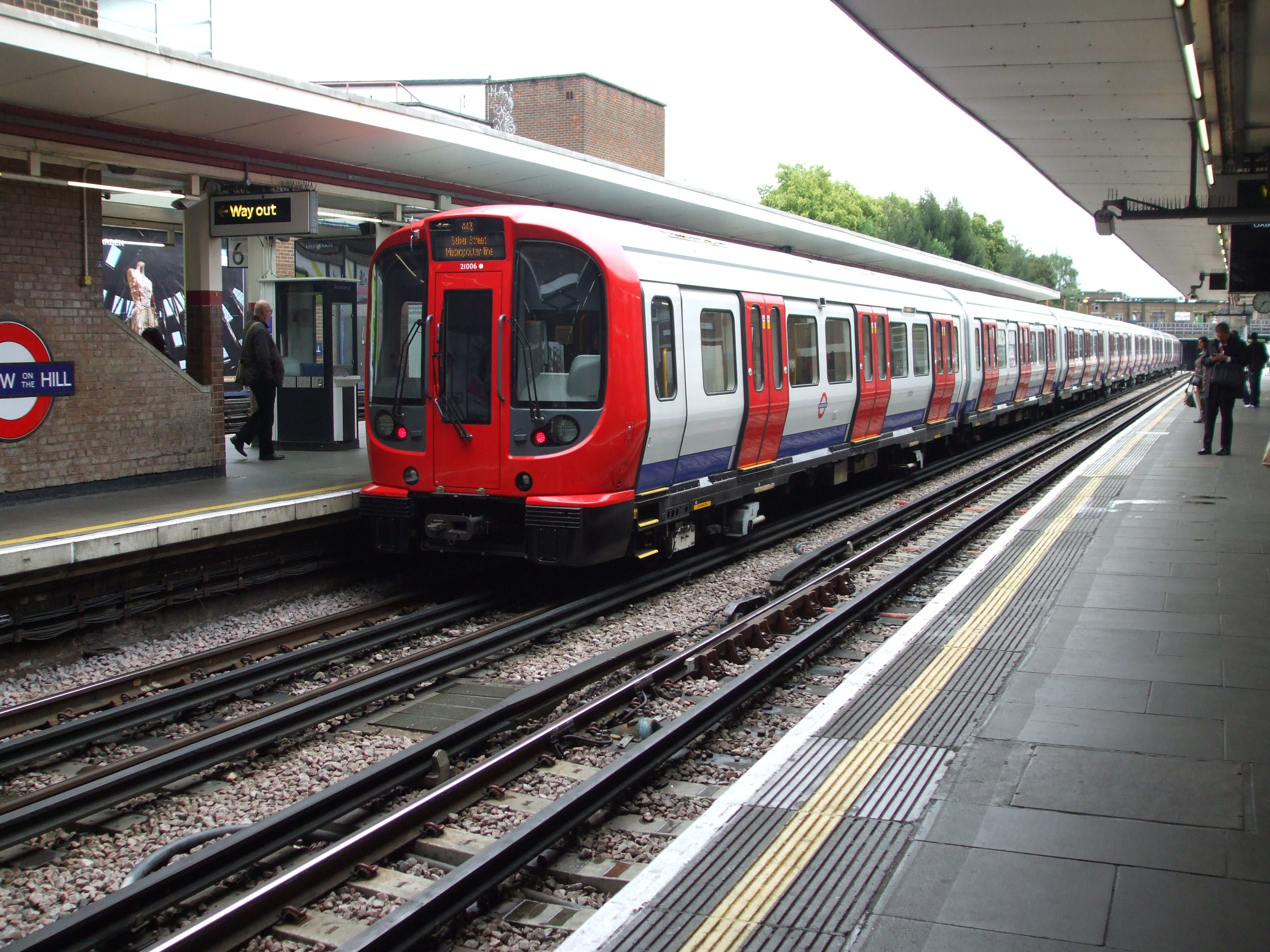
Harrow-on-the-Hill
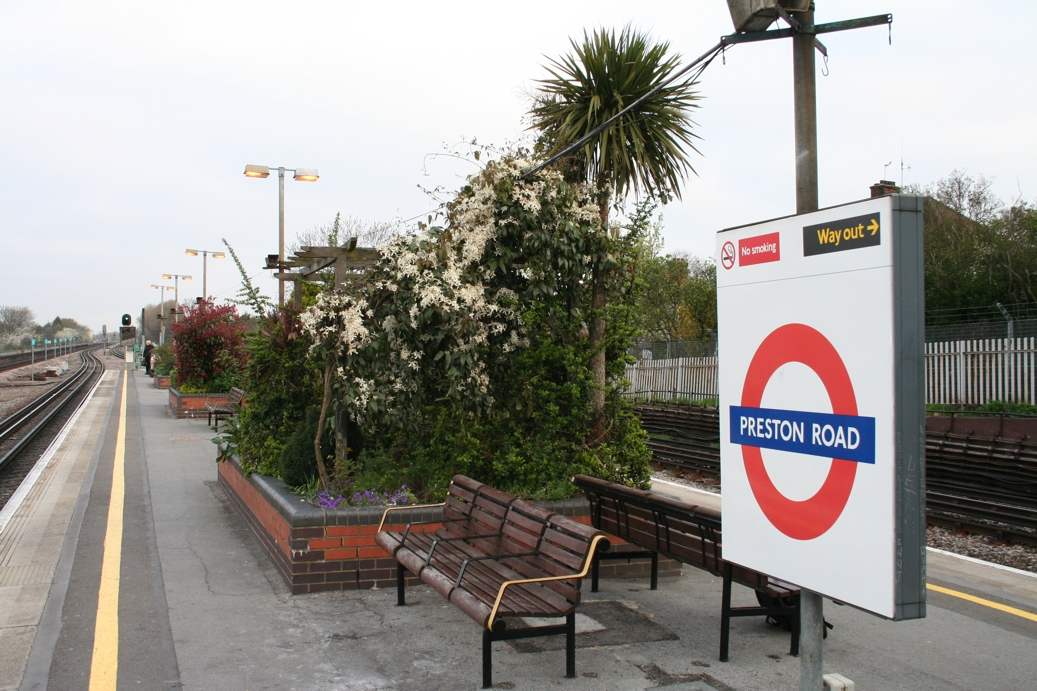
Preston Road
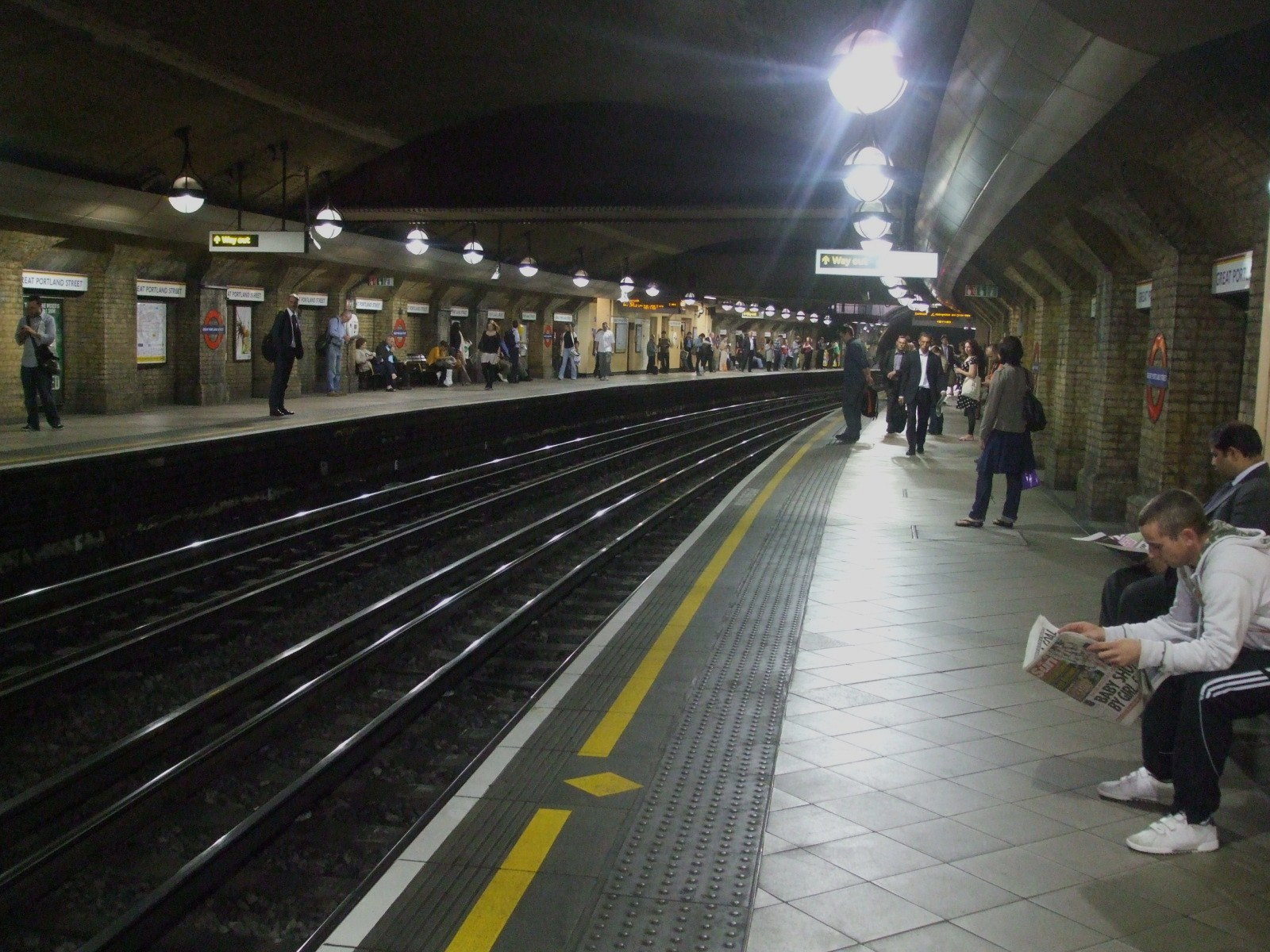
Great Portland Street
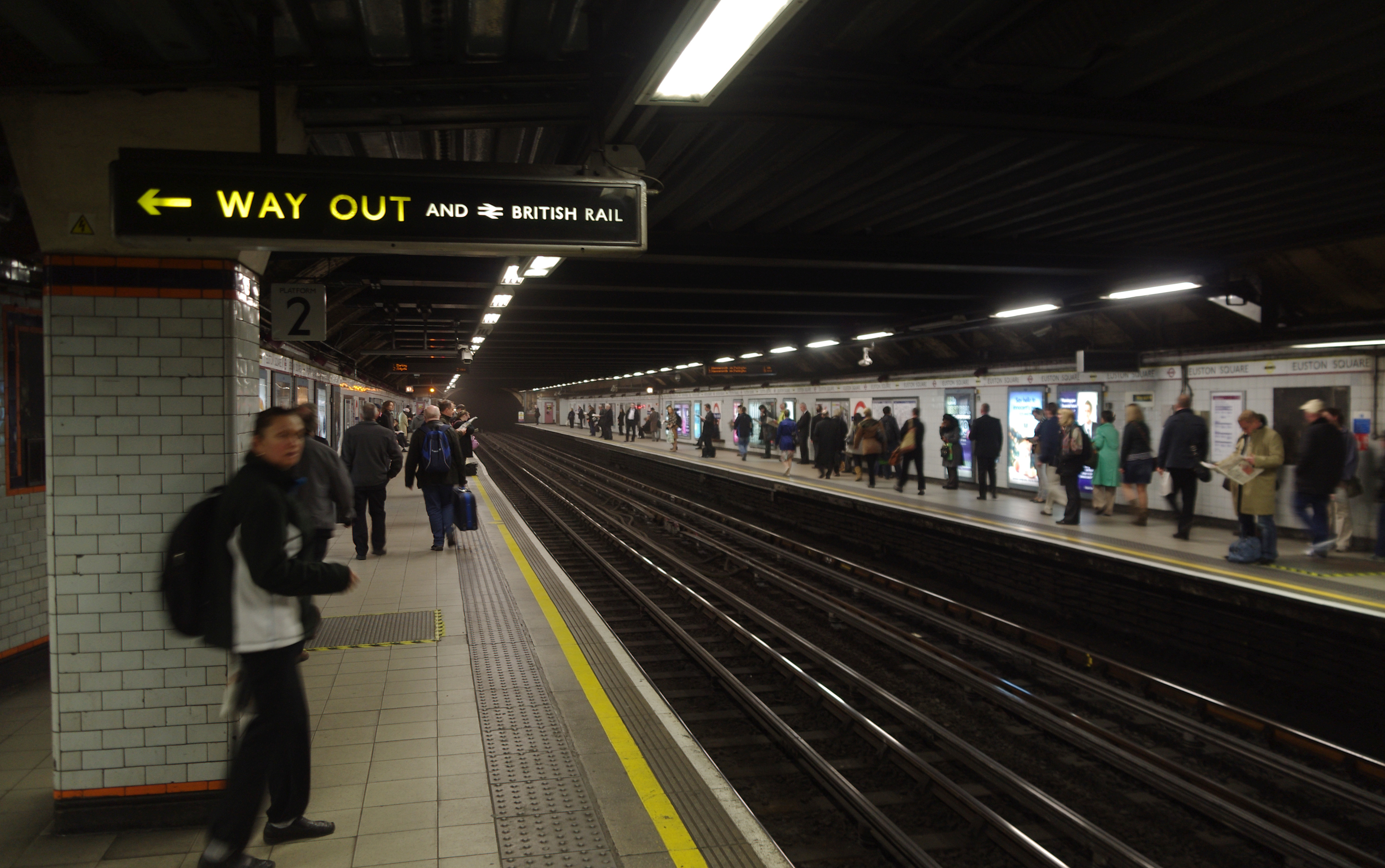
Euston Square
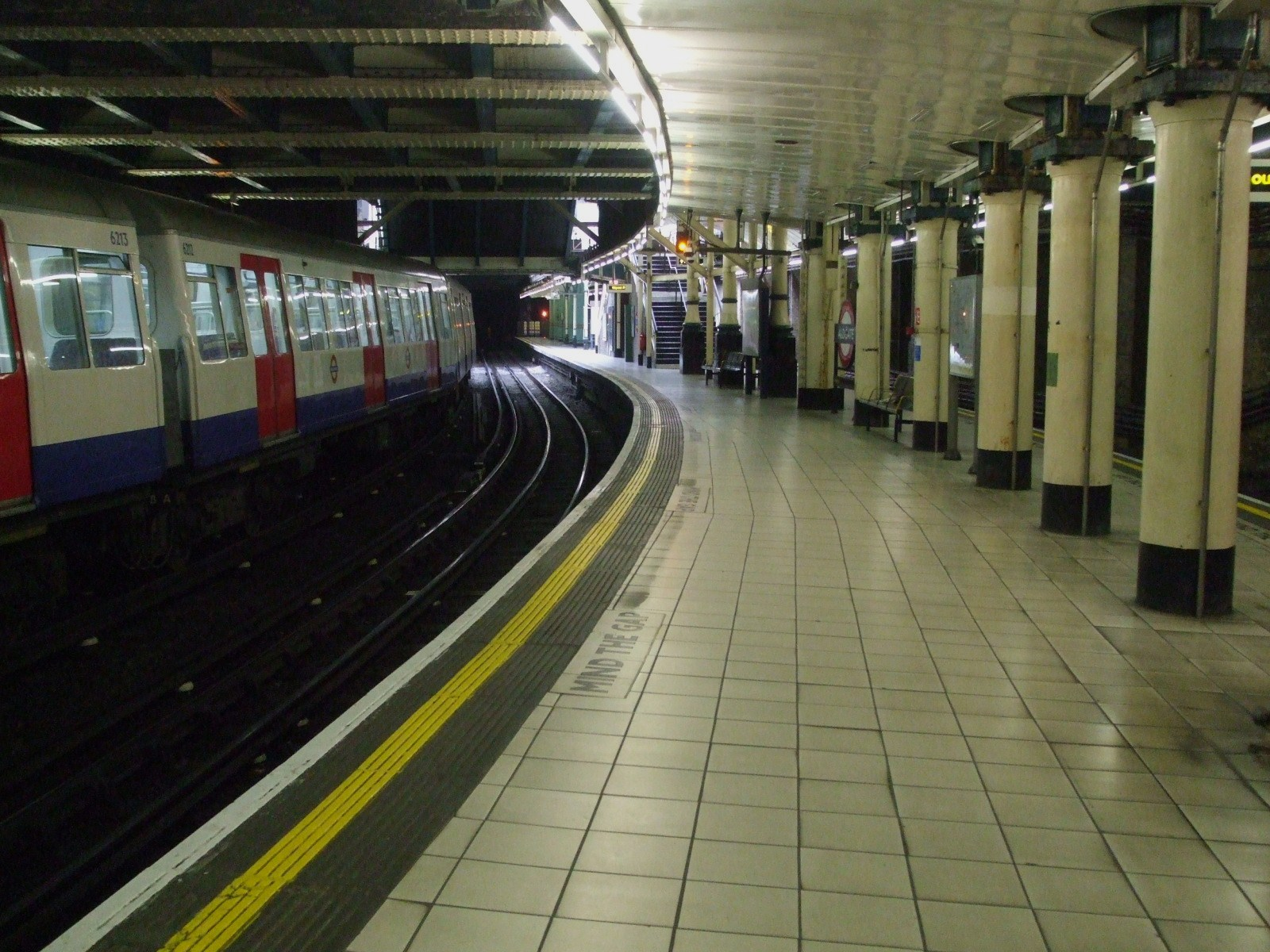
Aldgate med ett A60-tåg
Nedlagda stationer
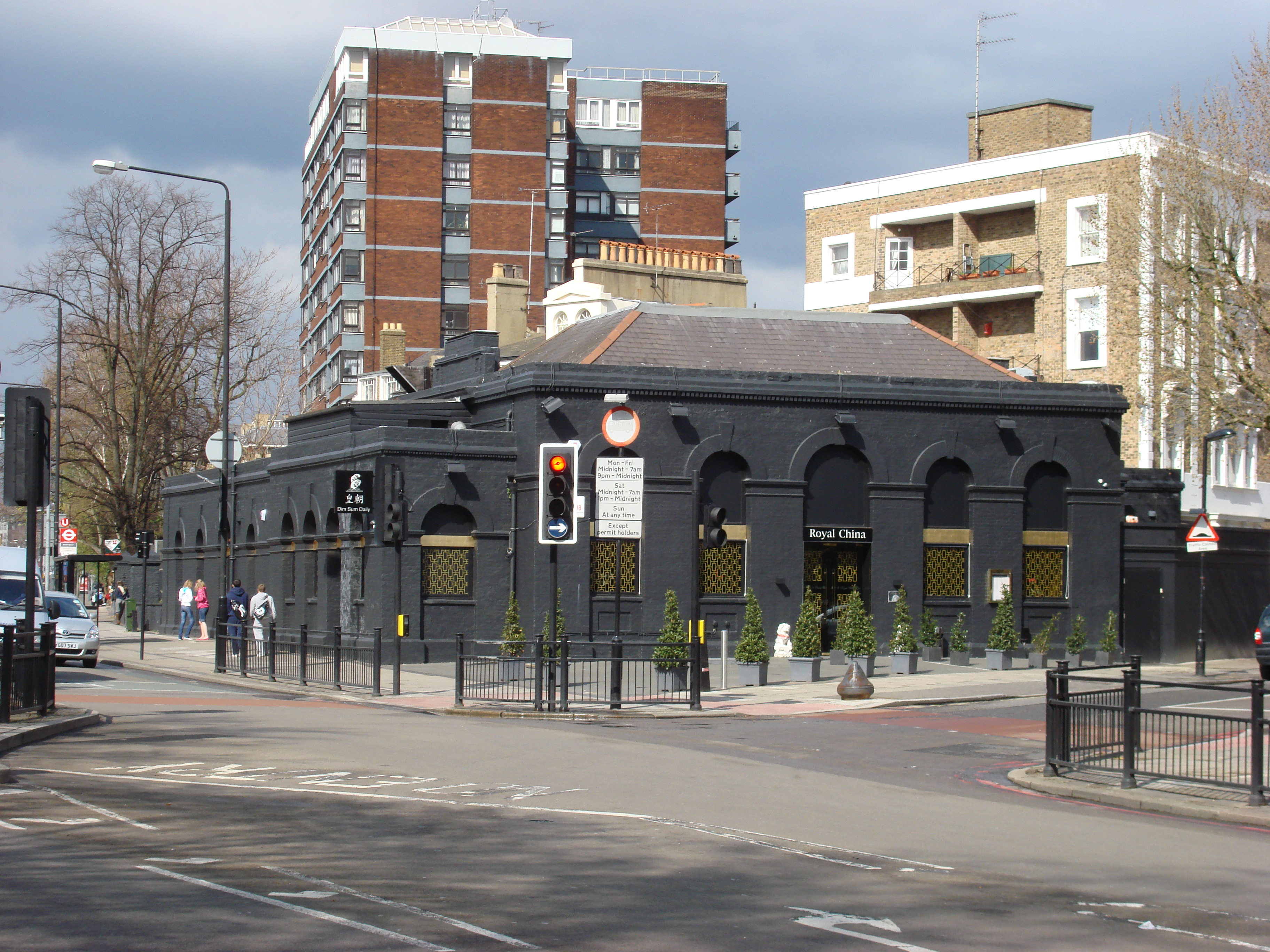
Stationshuset till nedlagda station Marlborough Road
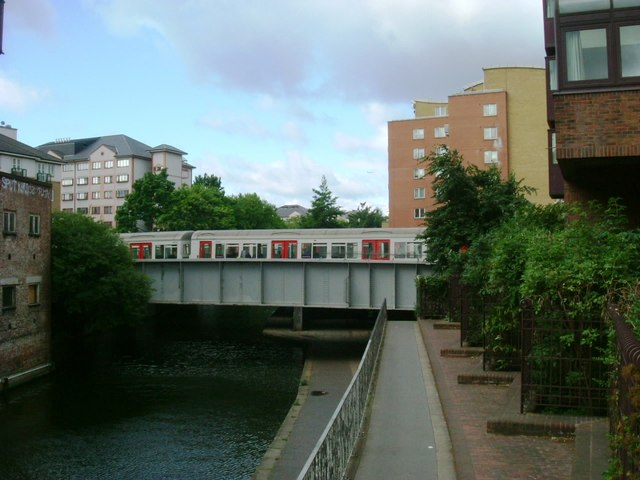
Tåg på Metropolitan Line